# Apollonio di Efeso
Apollonio (Efeso, II secolo – III secolo) è stato un vescovo greco antico.

## Biografia
Vescovo di Efeso, fu aperto confutatore del montanismo. Delle sue opere si sono conservati alcuni frammenti, trasmessi da Eusebio di Cesarea. Di lui parla anche san Girolamo, nel suo De viris illustribus.